# Luís Augusto de Sousa Rodrigues
Luís Augusto de Sousa Rodrigues (Funchal, 11 de fevereiro de 1883 — Funchal, 17 de junho de 1972) foi um oficial do Exército Português, partidário da Ditadura Nacional e depois do Estado Novo, que exerceu as funções de governador civil do Distrito Autónomo de Angra do Heroísmo de 13 de julho de 1931 a 15 de julho de 1932, no rescaldo da Revolta das Ilhas.

## Biografia
Nascido na cidade do Funchal, ilha da Madeira, assentou praça como voluntário no Regimento de Infantaria n.º 16 em 1901, sendo promovido a alferes em 1908. Promovido a tenente em 1912 e a capitão em 1917. Capitão de Estado-Maior, integrou o Corpo Expedicionário Português enviado para França no contexto da Primeira Guerra Mundial, tendo comandado o 8.º Batalhão das forças portuguesas empenhadas na frente de combate da Frente Ocidental. Foi louvado em 1919 pelo seu desempenho em combate.
Terminada a Grande Guerra, foi colocado na Fábrica de Pólvoras Físicas e Artifícios de Barcarena. Apoiante do Golpe de 28 de Maio de 1926, em 1931, após o esmagamento da Revolta das Ilhas, foi enviado para os Açores com as funções de governador civil do Distrito Autónomo de Angra do Heroísmo, funções que exerceu entre 13 de julho de 1931 e 15 de julho de 1932.
As suas funções em Angra do Heroísmo foram exercidas no contexto da repressão dos revoltosos e da reestruturação militar e governativa no rescaldo da revolta democrática de Abril de 1931, que teve particular expressão naquela cidade. Colocado às ordens do coronel Feliciano António da Silva Leal, então Comandante Militar dos Açores, teve como missão coordenar a remoção para fora da ilha Terceira dos presos políticos, maioritariamente militares, que estavam desterrados na Castelo de São João Baptista e apoiar a realização das sindicâncias à conduta das autoridades locais e funcionários públicos que se seguiram à tentativa revolucionária.
Promovido a major em 1932, prestou depois serviço no Batalhão Independente de Infantaria n.º 25, no Funchal, sendo em 1938 promovido a tenente-coronel. Promovido a coronel em 1940, prestou serviço na Guarda Nacional Republicana e depois no Distrito de Recrutamento n.º 19, no Funchal (1941-1943), passando nessas funções à reserva em 1943. Reformou-se em 1953.
Foi sucessivamente condecorado com o grau de oficial (1921), comendador (1941) e grande-oficial (1943) da Ordem Militar de Avis.